# 1974 في رومانيا
فيما يلي قوائم الأحداث التي وقعت خلال عام 1974 في رومانيا.

## سياسة

### تعيين في المنصب
- 29 أبريل – نيكولاي تشاوتشيسكو رئيس رومانيا [الإنجليزية]‏.

### انتهاء فترة المنصب
- 29 مارس – أيون جورجي مورير قائمة رؤساء وزراء رومانيا.

## مواليد

### يناير
- 27 يناير – أندريه بافل لاعب كرة مضرب روماني.

### مارس
- 26 مارس – ايرينا سبيرليا لاعبة كرة مضرب رومانية.
- 29 مارس – يوليان فيليبيسكو لاعب كرة قدم روماني.

### أبريل
- 12 أبريل – دينو بيسكاريو لاعب كرة مضرب روماني.
- 20 أبريل – أدريان إيلي لاعب كرة قدم روماني.

### أغسطس
- 6 أغسطس – أدريان فوينا لاعب كرة مضرب روماني.

### ديسمبر
- 7 ديسمبر – أليكس رادوليسكو لاعب كرة مضرب ألماني.

## وفيات

### يونيو
- 26 يونيو – جورجي ألبو (مواليد 1909) لاعب كرة قدم روماني.